# 旧今泉医院
旧今泉医院（きゅういまいずみいいん）は、愛知県豊川市御津町御馬西37にある建築物。1927年（昭和2年）竣工であり、診療棟・病室棟・手洗い場が登録有形文化財に登録されている。洋風意匠を採用した医院建築の好例とされる。

## 歴史

### 医院の開業

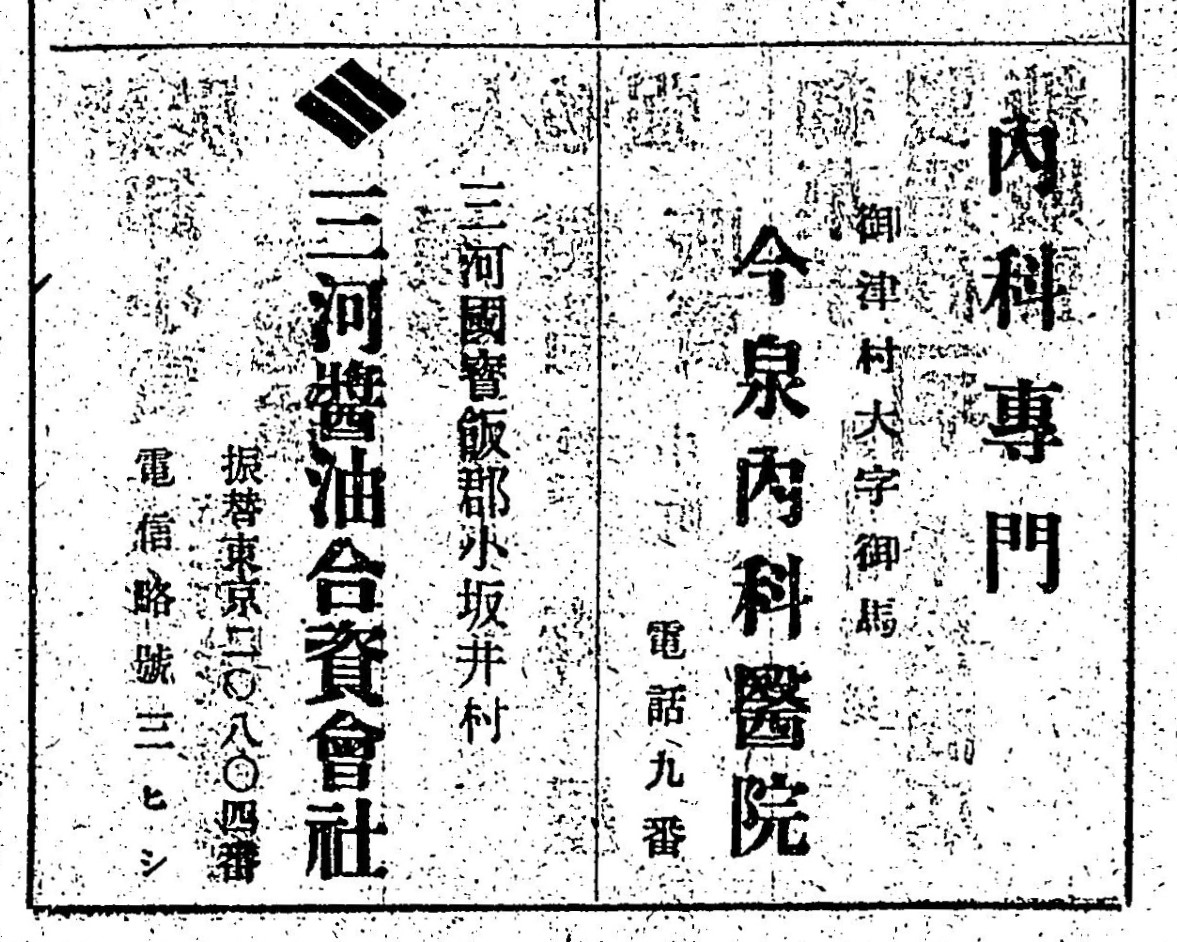
1911年の今泉医院の広告

今泉健蔵は1874年（明治7年）11月23日に生まれ、1896年（明治29年）に東京医術開業試験に合格した。1897年（明治30年）7月には宝飯郡大塚村赤根（現・豊川市）で開業し、1903年（明治36年）12月に宝飯郡御津村（現・豊川市）に移って開業した。
1911年（明治44年）時点の御油村には今泉医院の他に、大字西方に磯部医院が、大字広石に河合医院があった。今泉医院の電話番号は御油交換局の9番である。

### 今泉医院の竣工
1902年（明治35年）4月24日には今泉健蔵の長男として今泉忠男が生まれた。今泉忠男は愛知第四中学校（現・愛知県立時習館高等学校）を卒業後、東京慈恵会医科大学在学中に短歌結社「アララギ」に入会した。1927年（昭和2年）に今泉忠男が大学を卒業するのに合わせて、今泉健蔵は同年に今泉医院の診療棟と病室棟を建てた。設計者や施行者は不詳だが、名古屋市の医院建築を参考にして地場の棟梁によって建てられたとされる。
今泉忠男は東京市芝区（現・東京都港区）の松山病院に勤務した後、1928年（昭和3年）に帰郷して開業した。今泉忠男の4歳下の今泉桂蔵も東京慈恵会医科大学を卒業した後に今泉医院に勤めている。今泉医院は内科・外科・歯科を有する個人経営の医院だったが、まだ農村部には医院が少ない時代だったことから、求められれば眼科・耳鼻科・産婦人科などもこなした。

### 戦後の動向
太平洋戦争中、今泉忠男は日本軍に召集されて済州島に渡り、軍医少尉として任官した。戦後、今泉忠男は宝飯郡医師会長や宝飯郡学校保健会長なども務めた。今泉健蔵の孫の今泉忠芳も医師となり、東京の病院などに勤務した。
今泉忠男は御津磯夫という名で歌人としても活動した。1954年（昭和29年）に三河アララギ会を結成し、機関誌『三河アララギ』の発行を主宰した。歌集『陀兜羅の花』（1962年）や『月下の華』（1986年）、随筆『引馬野考』（1966年）などを著している。1988年（昭和63年）、今泉忠男は86歳で医師を引退し、この建物は使用されなくなった。今泉忠男は短歌を通じて東三河地方の文化向上に貢献したと評価され、1996年（平成8年）1月31日には御津磯夫として第46回豊橋文化賞を受賞した。
1999年（平成11年）には今泉忠男が死去した。この頃には今泉医院を御津磯夫記念館として活用する計画があった。なお、今泉忠芳も詩集『雲の生まれるところ』などを出している。

### 保存と活用
2004年（平成16年）3月2日、「旧今泉医院」として診療棟・病室棟・手洗い場が登録有形文化財に登録された。
2016年（平成28年）1月20日から3月20日にかけて、豊川市民俗資料館で「病と医の資料展」が開催され、今泉医院で診療に用いられた聴診器・木製机・分銅式体重計・身長計・顕微鏡などが展示された。
今泉忠芳は2020年（令和2年）に豊川市に戻り、旧今泉医院の居住部分を住まいとしている。2021年（令和3年）時点では木製机・医療器具・薬品類・カルテなどが開業当時のまま置かれており、加賀乙彦が外科医を題材に書いた歴史小説『永遠の都』を想起させるという声もある。同年8月13日、旧今泉医院がロケ地となったドラマ「しかたなかったと言うてはいかんのです」がNHK総合で放送された。太平洋戦争末期に起きた九州大学生体解剖事件を題材としており、妻夫木聡や蒼井優らが出演した。
愛知登文会が毎年秋に開催している特別公開イベント「あいたて博」にも参加している。コロナ禍で従来の公開ができなかった2021年（令和3年）には、「オンラインあいたて博」として愛知登文会の公式YouTubeチャンネルで動画が公開された。

## 建築

### 診療棟
建物は敷地西端にあり、街道に西面する。洋風の意匠を持つ診療棟の正面は左右対称であり、平屋建であるが中央部のみ2階を有する。正面中央には洋風の車寄があり、車寄上部のバルコニーには「院醫泉今」という額が掲げられている。
屋根は寄棟造で桟瓦葺だが、1階の外壁は洋風のドイツ壁、2階の外壁は洗い出し仕上げであり、同年代に多くの類例がある洋風意匠である。建築史家の西澤泰彦によると、復興式（ルネサンス建築の影響を受けた建物様式）と近世復興式（バロック建築の影響を受けた建築様式）の中間に位置するとされる。内科・外科診察室と応接室の床には、竣工時のものと思われるリノリウムが貼られている。
診療棟の南側は居住部分となっており、北東側には平屋建の病室棟が接続している。居住部分の西半分は診療棟と同じ1927年竣工だが、東半分は敷地内に1903年（明治36年）に建てられたものを1937年（昭和12年）に移築したものである。

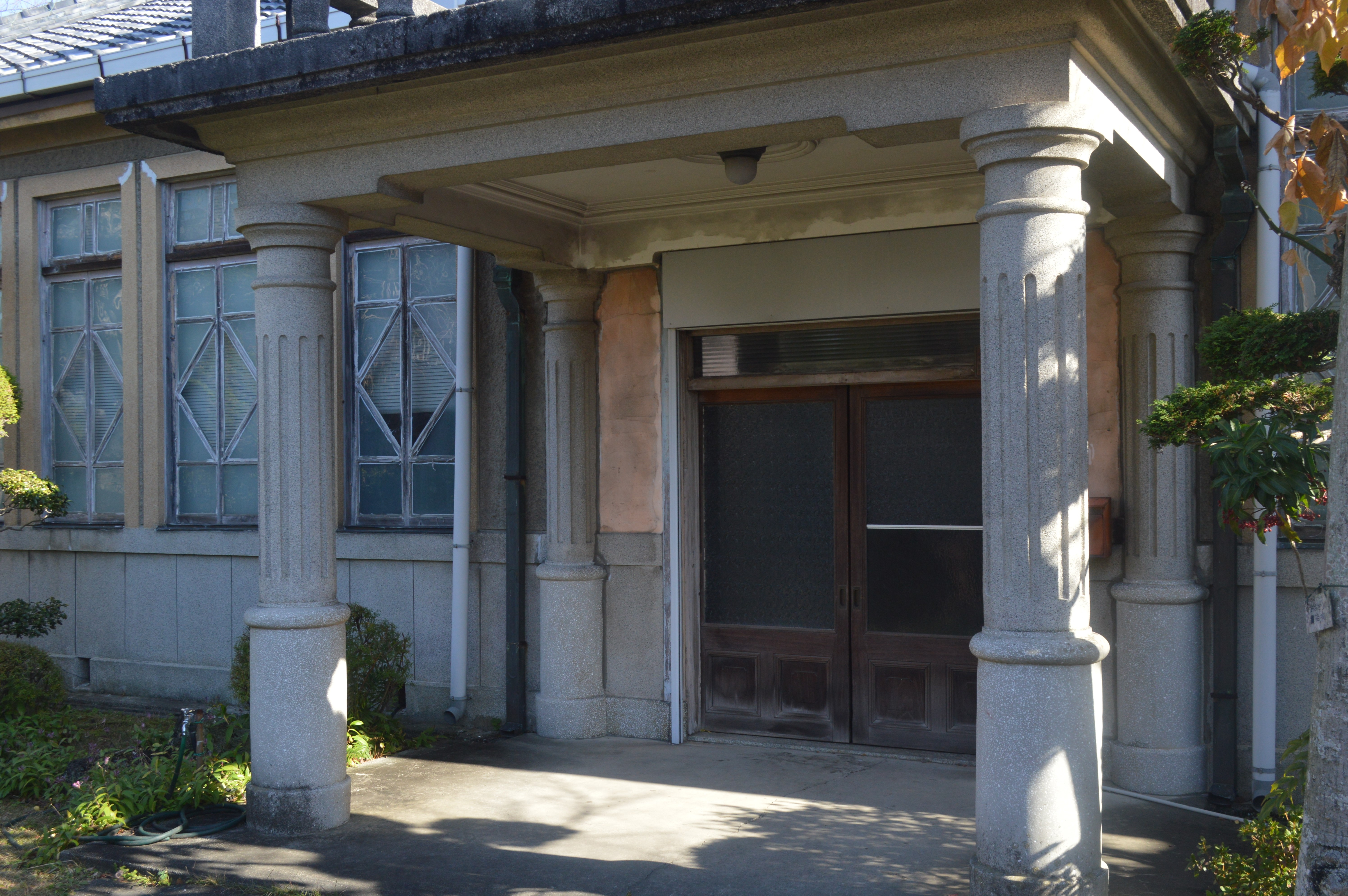
玄関
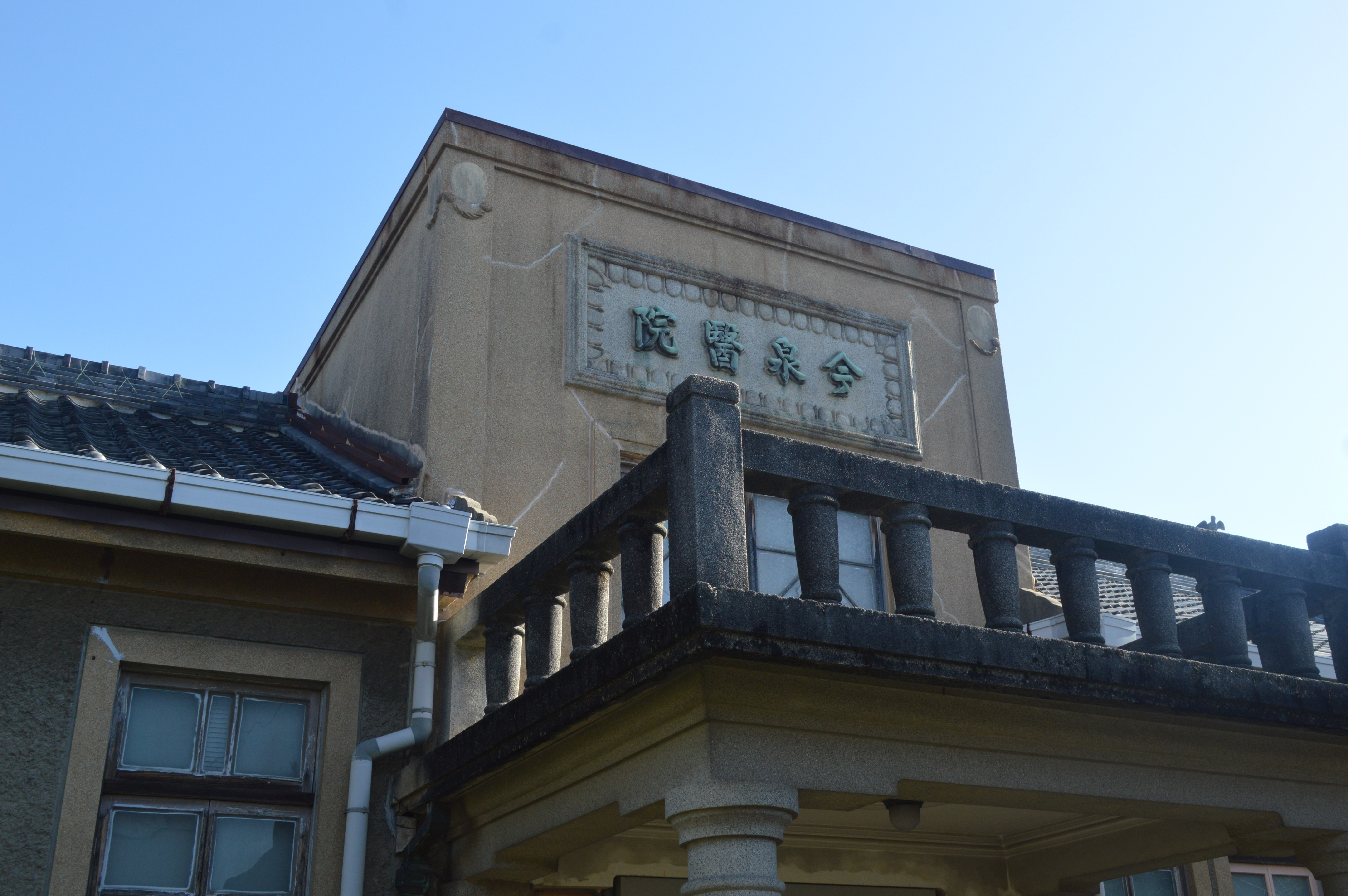
バルコニーと医院名
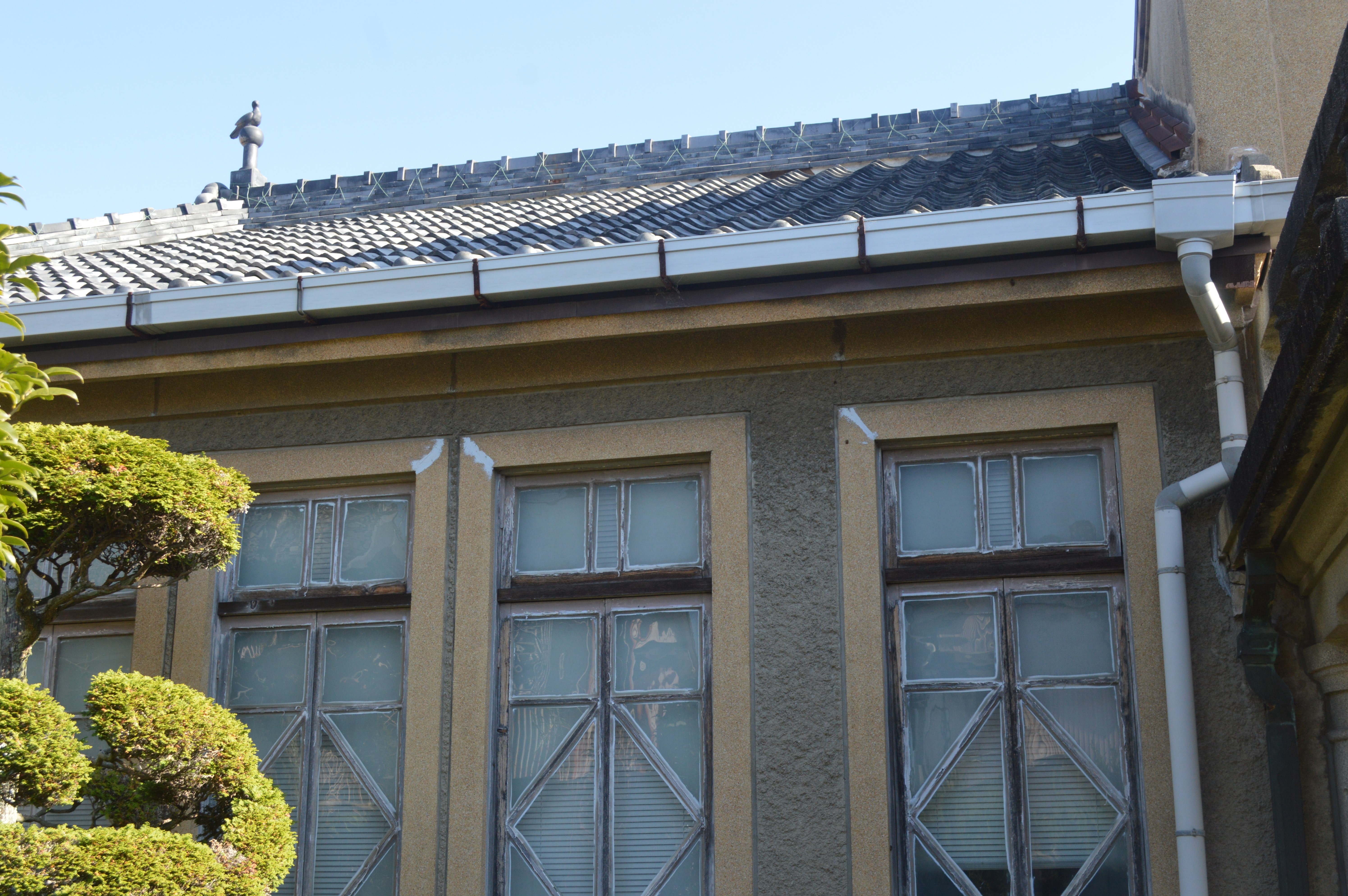
窓ガラス

### 病室棟・手洗い場
6畳の3室を有する病室棟は診療棟とは異なり、和風意匠で統一されている。病室の配置は今日において主流の中廊下式ではなく、病室の両側に廊下を設けている点が特徴であり、1878年（明治11年）竣工の名古屋衛戍病院の影響を受けているとされる。
診療棟の前庭には手洗い場を有する。かつては農村部の医院に多く見られ、農民の患者が汚れを落とすために設けられたものである。1927年（昭和2年）の今泉医院開業時、この地域にはまだ上水道が敷設されていなかったため、井戸水を汲み上げた上で流下させて水源としていた。